# Klockranka
Klockranka (Cobaea scandens) är en art i familjen blågullsväxter från Mexiko. Arten odlas som utplanteringsväxt i Sverige.

## Synonymer
Cobaea lasseri Pittier
Rosenbergia scandens (Cav.) House